# Eveno (mitología)
En la mitología griega Eveno (en griego Εύηνος, Eúēnos) es el nombre del personaje epónimo del río Eveno, que transcurre por Etolia. Se citan al menos tres variantes sobre este personaje.

## Hijo de Océano
Para Hesíodo, Eveno es uno de los potamoi u oceánidas, esto es, uno de tres millares de ríos que discurren por el mundo. Como tal es hijo de Océano y Tetis. No obstante Eveno, como personificación del río, no tiene mitos per se; solo aparece en los catálogos genealógicos cuando se cita una nómina de descendientes de Océano. Por otra parte el río Eveno, de manera ordinaria, puede ser testigo de algunos episodios mitológicos, como el rapto de Deyanira a manos del centauro Neso.

## Hijo de Ares
En la versión más conocida Eveno es uno de los cuatro hijos de Ares y Demonice, hija de Agenor de la estirpe de Etolia. Sus hermanos, Molo, Pilo y Testio, fueron héroes epónimos también. Hija de Eveno fue Marpesa, e incluso una fuente tan antigua como la Ilíada menciona a Marpesa con el patronímico de Evenina. Se dice que Idas, hijo de Afareo, vino de Mesenia para pedir la mano de Marpesa. Eveno inmediatamente rechazó al pretendiente porque quería que su hija permaneciera virgen. Idas no se dio por vencido y tuvo que rogarle a su padre divino, Poseidón, para que le permitiera usar su carro alado. Poseidón aceptó e Idas pudo raptar así a la muchacha, mientras se alejaba de un coro de bailarines, volando sobre los cielos de Pleurón. Eveno presenció el secuestro, pero poco pudo hacer para alcanzar el carro de Idas. Salió a perseguirlos durante un rato, pero al perderlos de vista se llenó de cólera e indignación. Fue tanta su frustración que primero degolló a sus propios caballos y luego terminó arrojándose al río Licormas, donde murió ahogado. Desde entonces el río se llama Eveno.
Poco a poco a Eveno se le van dando rasgos similares a Enómao, incluyendo el dato de que Eveno competía contra los pretendientes. La cabeza de los perdedores aparecería más tarde clavada en una pica, como advertencia para los futuros candidatos. Al menos la madre de Marpesa y esposa de Eveno es Alcipe, hija de Enómao, pero esta versión es tardía; la hija de Enómao por antonomasia en los mitos es Hipodamía. De la misma manera otros dicen que Eveno era hijo de Ares y Estérope, una de las Pléyades, pero esta versión también es minoritaria, y de nuevo está basada en Enómao, que era hijo de Ares y Estérope.

## Hijo de Heracles
Higino, como suele pasar a menudo, tiene una versión única. Dice que Eveno era un hijo de Hércules que se arrojó al río Licormas, llamado ahora Crisórroas.